# NGC 1082
NGC 1082 (również PGC 10447) – galaktyka soczewkowata znajdująca się w gwiazdozbiorze Erydanu. Odkrył ją 29 września 1886 roku Lewis A. Swift. Tworzy parę z sąsiednią, dużo mniejszą galaktyką SDSS J024542.50-081059.0, z którą prawdopodobnie jest fizycznie związana.